# Jardin de Talèfre
Le Jardin de Talèfre est un promontoire de France situé en Haute-Savoie, dans le massif du Mont-Blanc, au-dessus du glacier de Leschaux et au pied des aiguilles Verte, de Triolet et des Droites. Il s'agit d'une zone libre de glaces entre 2 650 et 3 000 mètres d'altitude au sein du glacier de Talèfre, encadrée par deux moraines latérales et colonisée par la végétation alpine. Avec le recul des glaciers, la surface non englacée tend à s'étendre. Le refuge du Couvercle se trouve à proximité.

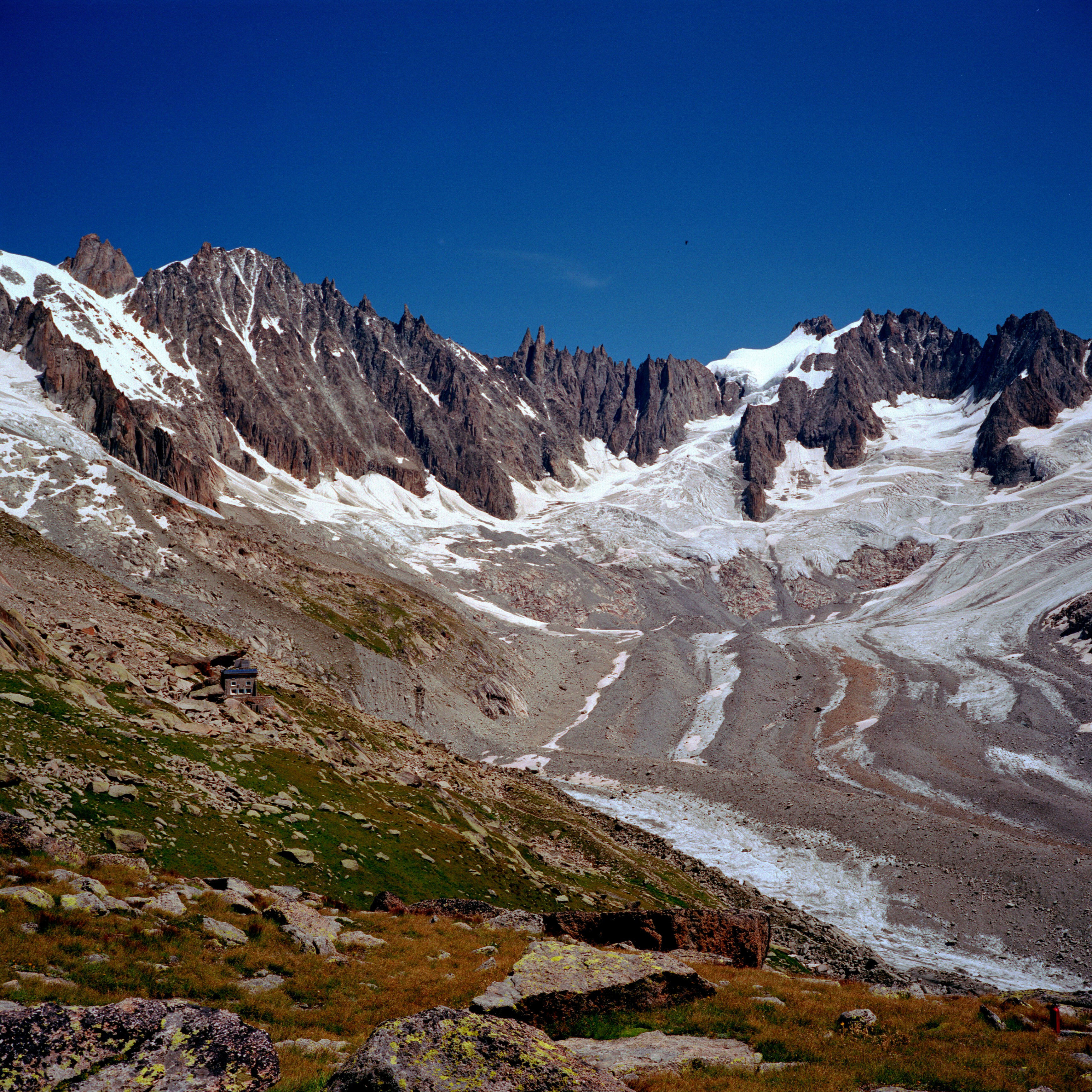
Le glacier de Talèfre dominé par l'aiguille de Triolet (à droite) et les Droites (à gauche) avec sur la gauche le refuge du Couvercle et derrière lui le Jardin de Talèfre.

Le Jardin de Talèfre entouré par le glacier du même nom depuis le rocher du Couvercle, œuvre de Jean-Antoine Linck (1766-1843).